# Synageles albotrimaculatus
Synageles albotrimaculatus là một loài nhện trong họ Salticidae.
Loài này thuộc chi Synageles. Synageles albotrimaculatus được Hippolyte Lucas miêu tả năm 1846.